# Ґроховиська (Куявсько-Поморське воєводство)
Ґроховиська (пол. Grochowiska) — село в Польщі, у гміні Ізбиця-Куявська Влоцлавського повіту Куявсько-Поморського воєводства.
Населення — 323 особи (2011).
У 1975-1998 роках село належало до Влоцлавського воєводства.

## Демографія
Демографічна структура станом на 31 березня 2011 року:
|          | Загалом | Допрацездатний вік | Працездатний вік | Постпрацездатний вік |
| -------- | ------- | ------------------ | ---------------- | -------------------- |
| Чоловіки | 164     | 34                 | 108              | 22                   |
| Жінки    | 159     | 31                 | 90               | 38                   |
| Разом    | 323     | 65                 | 198              | 60                   |